# Corner de Patten sur le blé à Chicago en 1909
Le corner de Patten sur le blé à Chicago en 1909 est le plus gros corner (finance) du XXe siècle  sur le blé et le plus réussi selon les historiens.

## Histoire
Le "corner" a été organisé par James A. Patten (en), né à Freeland Corners, Illinois, qui a grandi dans une famille disposant de relations dans les milieux politiques. D'abord commis de ferme, il est ensuite employé dans le département d'inspection des céréales de l'Illinois (1874-78), où il a appris les détails et le fonctionnement de la commission des céréales. Pendant 32 ans, de 1878 à 1910, il a été membre de plusieurs entreprises et opère dès 1902 une spéculation importante sur le marché de l'avoine.
Il deviendra célèbre dans le grand public après les éditoriaux vilipendant les profits énormes tirés de sa spéculation sur la récolte de blé en 1909, lorsqu'il a obtenu le contrôle de plus de 23 millions de boisseaux de le blé, montant suffisants pour forcer le prix du blé et de la farine à la hausse. James A. Patten débute sa spéculation au printemps 1908, puis parvient à s'emparer de 10 millions de boisseaux de le blé et à faire monter le cours, sur le marché à terme, à 1,34 dollar par boisseau de blé en mai 1909, le niveau le plus élevé depuis le corner de Joseph Leiter sur le blé en 1897 à Chicago. Il réalise alors à ce moment-là une plus value de l'ordre du million de dollars. Le ministre de l'agriculture le prend publiquement à partie, des enquêtes sont lancées, et un projet de loi prévoit d’interdire  les opérations sur les marchés à terme,. Il fait l'objet d'une tentative d'assassinat à la bombe et doit embaucher un second garde du corps, puis entreprendre un voyage dans le Colorado. Lors de l'expiration du contrat à terme, il exige un prix en hausse de seulement un cent, afin d'indiquer qu'il a spéculé dans la bonne direction.
James A. Patten a ensuite déplacé son entreprise à Liverpool où, en 1911 il a tenté un corner sur le marché du coton. Lors d'un voyage à Manchester, son apparition a provoqué une émeute. Le corner de Patten sur le blé à Chicago en 1909 a inspiré des artistes peintres et des cinéastes, en particulier le film en noir et blanc de David Wark Griffith, dont les œuvres sont au Moma de New York. L'auteur de la spéculation a lui-même écrit une œuvre autobiographique en 1927, "In the Wheat Pit" (Éditions Curtis Publishing Company).